# Mambelé
Mambélé (ou Mambale, Mimbebe) est un village du Cameroun situé dans le département du Boumba-et-Ngoko et la région de l'Est, à proximité de la frontière avec la république du Congo. Il fait partie de la commune de Moloundou.

## Population
En 1960 la localité comptait 295 habitants (Bangantou et Pygmées).
Lors du recensement de 2005 on y dénombrait 1 157 habitants.
Une enquête de terrain de 2011 a recensé 475 personnes à Mambele Baka et 1 146 à Mambele Bantou.